# Xantippe (cratère)
Pour les articles homonymes, voir Xanthippe.
Xantippe est un cratère de la planète Vénus situé à une latitude de -10,9° et une longitude de 11,8°. Ce cratère possède un diamètre de 40.4 kilomètres. Son nom vient de Xanthippe (Grèce, Ve siècle av. J.-C.), la femme de Socrate. Il lui a été donné par l'Union astronomique internationale en 1991.